# Dora's Green
Dora's Green – osada w Anglii, w hrabstwie Hampshire, w dystrykcie Hart. Leży 42 km na północny wschód od miasta Winchester i 59 km na południowy zachód od Londynu.